# Sonesta Maho resort
Sonesta Maho resort is een hotel met casino op Sint Maarten dicht bij Maho Beach in Simpson Bay.
Het complex bestaat uit twee delen:
- Maho Beach Resort met hotelkamers, casino en spa
- Ocean Point Resort met suites

Het bijhorende Casino Royale is de grootste van het eiland.
Na de orkaan Irma werd het hotel door hulpverlenende Nederlandse mariniers ingenomen.